# Pithecia monachus
Pithecia monachus é uma espécie de Macaco do Novo Mundo, da família Pitheciidae e subfamília Pitheciinae. Ocorre no Brasil, Colômbia, Equador e Peru. Vive em áreas de florestas. pode ter até entre 30 e 50 cm de comprimento e pesar entre 1 e 2 kilograms. A cauda pode ter entre 25 e 55 cm de comprimento. Possui longa pelagem que recobre o pescoço. Raramente desce ao chão e pode realizar saltos entre os galhos de árvores. Forragea em pequenos grupos familiares e é uma animal onívoro.